# Liolaemus thermarum
Liolaemus thermarum — вид ігуаноподібних ящірок родини Liolaemidae. Ендемік Аргентини.

## Поширення й екологія
Liolaemus thermarum відомі з типової місцевості, що лежить у долині біля вулкана Петероа в департаменті Маларгуе в провінції Мендоса. Вони живуть у пампі, зустрічаються на висоті від 2400 до 2600 м над рівнем моря. Живляться рослинністю, є живородними.

## Збереження
МСОП класифікує цей вид як вразливий. Liolaemus thermarum може загрожувати виверження вулкана.